# Dudleya
Dudleya är ett släkte av fetbladsväxter. Dudleya ingår i familjen fetbladsväxter.

## Bildgalleri

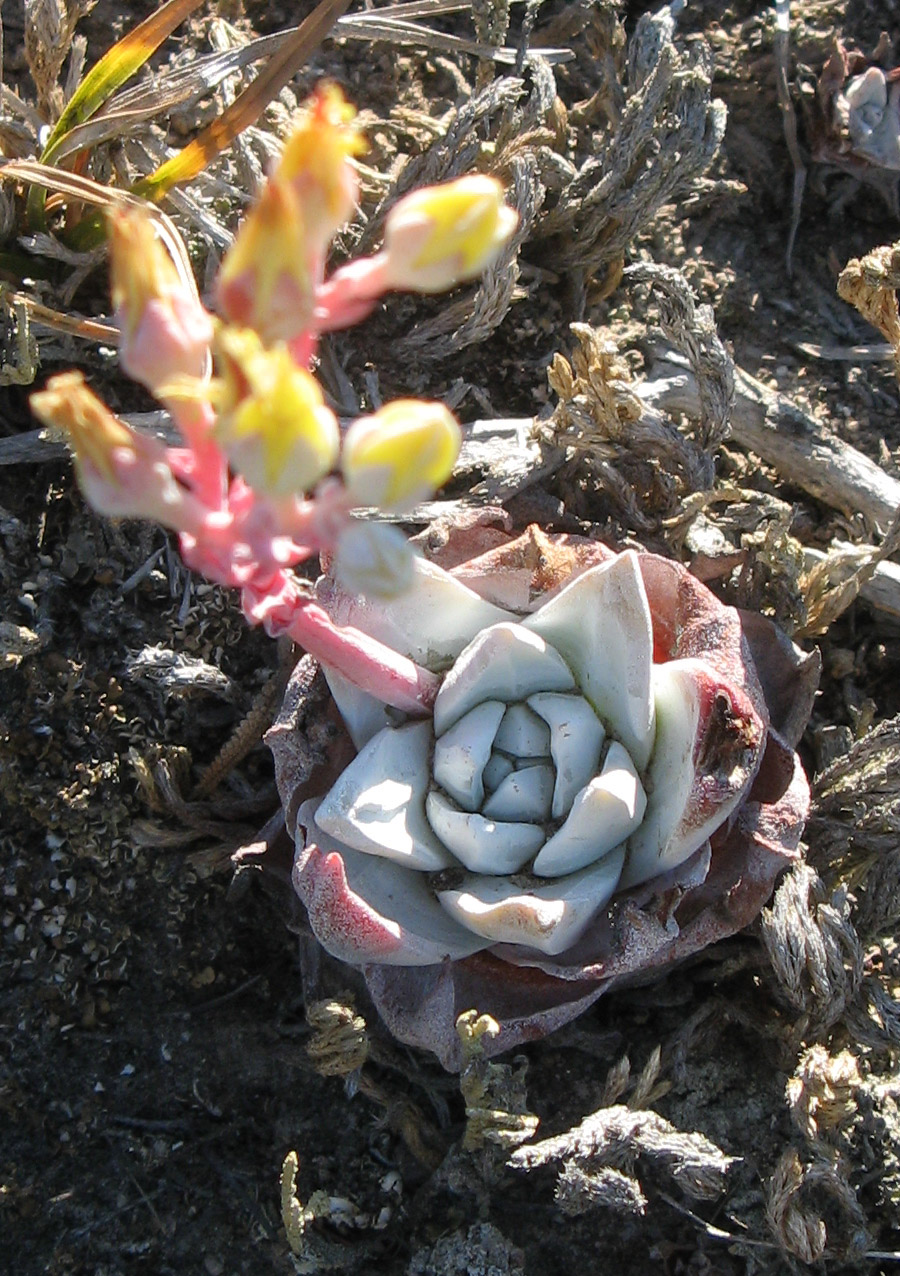

## Dottertaxa tillDudleya, i alfabetisk ordning[1]
- Dudleya abramsii
- Dudleya acuminata
- Dudleya albiflora
- Dudleya anomala
- Dudleya anthonyi
- Dudleya attenuata
- Dudleya blochmaniae
- Dudleya brevipes
- Dudleya brittonii
- Dudleya caespitosa
- Dudleya calcicola
- Dudleya campanulata
- Dudleya candelabrum
- Dudleya candida
- Dudleya collomiae
- Dudleya crassifolia
- Dudleya cultrata
- Dudleya cymosa
- Dudleya densiflora
- Dudleya edulis
- Dudleya farinosa
- Dudleya formosa
- Dudleya gatesii
- Dudleya gnoma
- Dudleya greenei
- Dudleya guadalupensis
- "Dudleya hendrixii"
- Dudleya ingens
- Dudleya lanceolata
- Dudleya linearis
- Dudleya multicaulis
- Dudleya nesiotica
- Dudleya nubigena
- Dudleya pachyphytum
- Dudleya palmeri
- Dudleya pauciflora
- Dudleya pulverulenta
- Dudleya rigida
- Dudleya rigidiflora
- Dudleya rubens
- Dudleya saxosa
- Dudleya semiteres
- Dudleya sproulii
- Dudleya stolonifera
- Dudleya traskae
- Dudleya variegata
- Dudleya verityi
- Dudleya virens
- Dudleya viscida